# Carl Gustav Heraeus
Carl Gustav Heraeus (Stoccolma, 1671 – Veitsch, 6 novembre 1725  o 1730) è stato un numismatico e antiquario svedese naturalizzato austriaco.
Lavorò alla corte di Vienna. 

## Biografia
Suo padre era emigrato dalla Pomerania in Svezia, dove esercitò la professione di farmacista di corte. Carl Gustav andò nel 1686 al Regium Gymnasium Carolinum di Stettino. In seguito, nel 1690/91,  studiò alla Europa-Universität Viadrina di Francoforte sull'Oder, poi alla Università di Gießen e a quella di Utrecht. Dopo Parigi e Sondershausen, dove dal 1701 fu consigliere al servizio del conte Antonio Günther II di Schwarzburg-Sondershausen, Heraeus si recò nel 1708 a Vienna. Nel 1709 si convertì alla religione cattolica. Fornì numerosi suggerimenti all'architetto Johann Bernhard Fischer von Erlach per il suo lavoro teorico Entwurff einer historischen Architektur.
Come ispettore delle medaglie e della antichità degli imperatori Giuseppe I e Carlo VI d'Asburgo gestì e ampliò le collezioni imperiali di monete e medaglie. Grazie all'amicizia con Johann Bernhard Fischer von Erlach fu anche attivo come iconografo in numerosi edifici, tra cui la Karlskirche di Vienna. Fu in contatto con numerosi studiosi e artisti, tra cui Gottfried Wilhelm Leibniz e fu sostenitore di Joseph Emanuel Fischer von Erlach.
Heraeus pubblicò soprattutto scritti su argomenti di numismatica, ma anche poesie sotto lo pseudonimo Carolus Gustavo.
Nel 1719, senza successo, cercò di estrarre il rame nelle cave vicino a Veitsch. Non solo vi dissipò tutta la sua fortuna, ma impegnò anche le collezioni imperiali che gli erano state affidate.
Tuttavia, ricevette una piccola pensione dall'imperatore, con cui si poté ritirare a Veitsch.

## Opere scelte
- Versuch einer neuen teutschen Reimart. 1713
- Brevis explicatio numismatum... 1718
- Brief des Prinzen Eugen von Savoyen ... 1717
- Inscriptiones et symbola varii argvmenti. 1721
- Gedichte und lateinische Inschriften. 1721–1728